# Birkenstein
Birkenstein – przystanek kolejowy w Hoppegarten, w kraju związkowym Brandenburgia, w Niemczech. Znajduje się tu 1 peron.